# Pihali
Pihali – wieś w Estonii, prowincji Rapla, w gminie Kohila.